# Lavoisiera australis
Lavoisiera australis är en tvåhjärtbladig växtart som beskrevs av Charles Victor Naudin. Lavoisiera australis ingår i släktet Lavoisiera och familjen Melastomataceae. Inga underarter finns listade i Catalogue of Life.